# Lasianthus papuanus
Lasianthus papuanus är en måreväxtart som beskrevs av Herbert Fuller Wernham. Lasianthus papuanus ingår i släktet Lasianthus och familjen måreväxter. Inga underarter finns listade i Catalogue of Life.